# Lila (Filipinas)
Lila es un municipio filipino perteneciente a la provincia de Bohol, en las Bisayas Centrales.

## Geografía
Se encuentra en la costa meridional de la isla de Bohol.

## Historia
Hacia comienzos del siglo XX, el lugar, ya por entonces perteneciente a la provincia de Bohol, tenía contabilizada una población de 4470 habitantes. En 2020, el municipio de Lila tenía censados 12 240 habitantes.